# باتريس هاريس
باتريس هاريس (بالإنجليزية: Patrice Harris) هي طبيبة نفسية أمريكية وأول امرأة أمريكية أفريقية تنتخب رئيسة للجمعية الطبية الأمريكية. تم انتخابها كرئيس المئة الاربعة والسبعين في يونيو 2019. هاريس هي من مواليد ولاية فرجينيا الغربية وحصلت على درجة الدكتوراه في الطب في جامعة فرجينيا الغربية، وكانت ممارستها في الطب النفسي والصحة العامة في أتلانتا وجورجيا.

## تعليم ووظيفة مبكرة
هاريس مواطنة من بلوفيلد و فيرجينيا الغربية. حصلت على ليسانس الآداب في علم النفس من جامعة فرجينيا الغربية في عام 1982 ، و حصلت على ماجستير الآداب في علم النفس الإرشادي وشهادة الطب من الجامعة بين عامي 1982 و 1992. وبعد كلية الطب، انتقلت إلى أتلانتا لبدء فترة تخصصها في الطب النفسي للأطفال والمراهقين والطب النفسي الشرعي في مستشفى جامعة إيموري، حيث بقيت لزمالتها.

## مهنة الطب والخدمات
بعد الزمالة في مستشفى إيموري الجامعي، أطلقت هاريس عيادتها الخاصة في الطب النفسي للبالغين والأطفال والمراهقين والطب الشرعي. بالإضافة إلى ممارستها، استفادت هاريس من خبرتها في الخدمة العامة والدعوة، وهي أيضًا أستاذ مساعد في جامعة إيموري في قسم الطب النفسي والعلوم السلوكية.
من عام 2001 إلى عام 2003 ، أصبح هاريس زميلًا بارزًا في مجال السياسة وجماعة ضغط لعيادة بارتون لقانون الطفل والسياسات بتمويل من مؤسسة آرثر بلانك العائلية. وعملت هناك على تعزيز قدرة العيادة على العمل كوكالة رائدة في حماية الأطفال من الإساءة والإهمال مع خدمات حماية الطفل. وفي عام 2005 ، انضمت إلى قسم الخدمات الصحية في مقاطعة فولتن ، حيث عملت كمدير طبي لقسم الصحة السلوكية والإعاقات التنموية، ومن 2009 إلى 2015 ، أصبحت مديرة للخدمات الصحية. في هذا المنصب، قادت جهودًا لدمج الصحة العامة، والصحة السلوكية، وخدمات الرعاية الأولية.
كان هاريس عضوًا نشطًا في الجمعية الطبية الأمريكية وعمل في عدد من القدرات القيادية. وفي يونيو 2011 ، تم انتخاب هاريس لمجلس أمناء الجمعية الطبية الأمريكية. وبهذه الصفة، كانت نشطة في عدد من فرق العمل، بما في ذلك العمل كرئيسة لفرقة الجمعية الطبية الأمريكية الأفيونية، التي انطلقت في عام 2014 لتحديد أفضل الممارسات لمكافحة وباء الأفيون. بالإضافة إلى تقليل عدد وصفات الأفيون والاستفادة من برامج مراقبة العقاقير التي تستلزم وصفة طبية، دعت فرقة العمل إلى التركيز على خيارات العلاج، بما في ذلك جعل العلاج بمساعدة الأدوية أكثر سهولة وبأسعار معقولة. وقد ترأست هاريس أيضًا مجلس الجمعية الطبية الأمريكية للتشريعات وشاركت في رئاسة مؤتمر الطبيبات. في عام 2018 ، تم انتخابها رئيسًا للجمعية الطبية الأمريكية، مما يجعلها أول امرأة أمريكية أفريقية تعمل في هذا الدور. وشاب وقتها كرئيس الجدل حول دعم المجلس لتوم برايس في عام 2016 ، مما تسبب في رد فعل عنيف من قبل أعضاء المجموعة وإلغاء العضوية.
عملت هاريس أيضًا في مجلس أمناء الجمعية الأمريكية للأطباء النفسيين وهي الرئيسة السابقة لرابطة أطباء الطب النفسي بجورجيا.
- جوائز وتكريمات
- جين سبورلوك ، جائزة MD لإنجاز زمالة الأقلية، الجمعية الأمريكية للأطباء النفسيين، 2018 م[12]
- الإشادة الرئاسية، الأكاديمية الأمريكية لطب الألم، 2018 م[13]
- جوزيف بيلي جونيور، طبيب، جائزة الخدمة المميزة للطبيب، الجمعية الطبية لجورجيا[14]
- المجلة الوطنية للصحة السوداء المكرمة، 2012 م[14]
- جائزة الطبيب النفسي للعام، جمعية جورجيا لأطباء الطب النفسي، 2007م[15]